# Peinture votive du Mexique

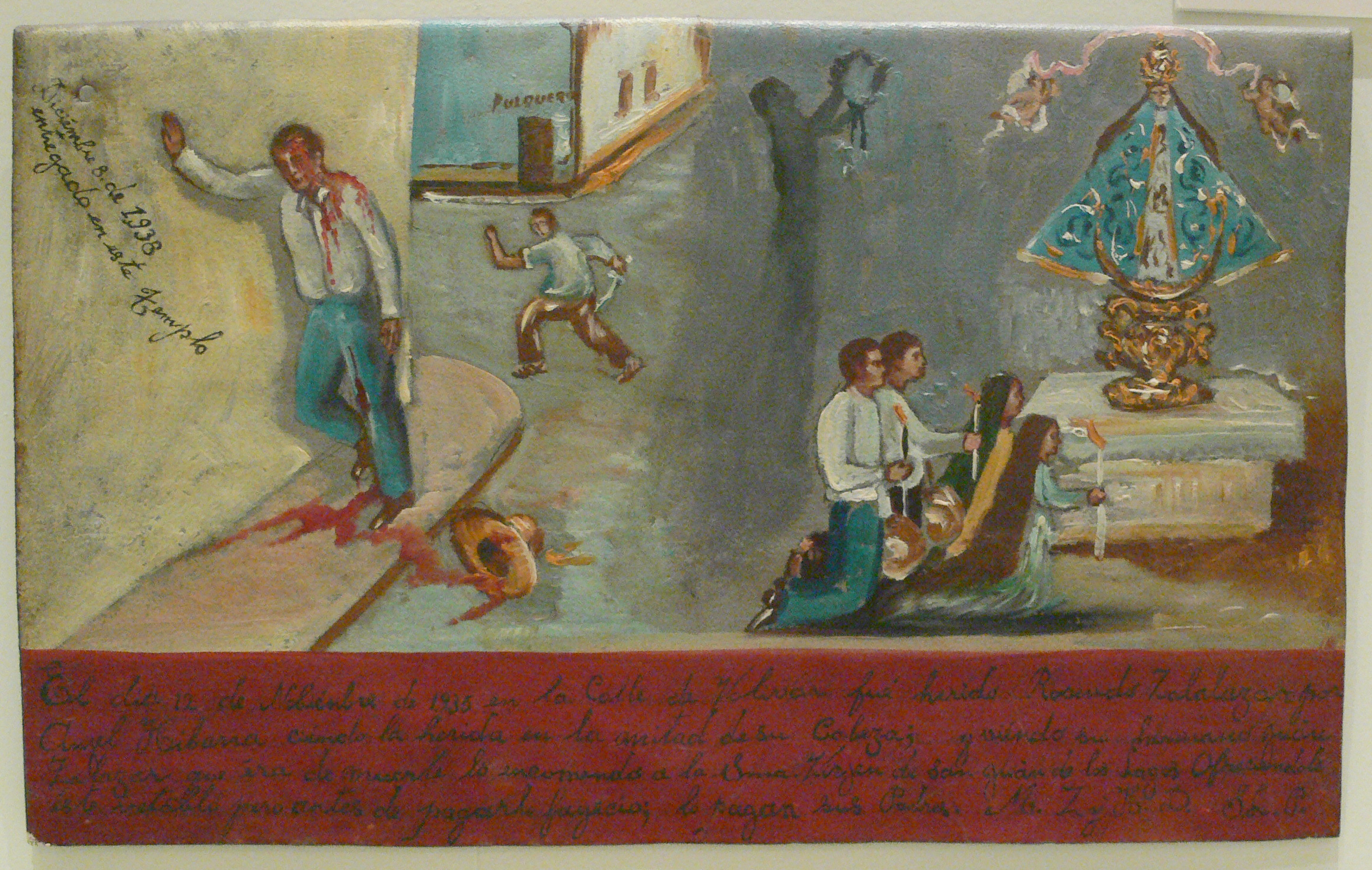
Peinture votive dédiée à Notre-Dame de San Juan de los Lagos

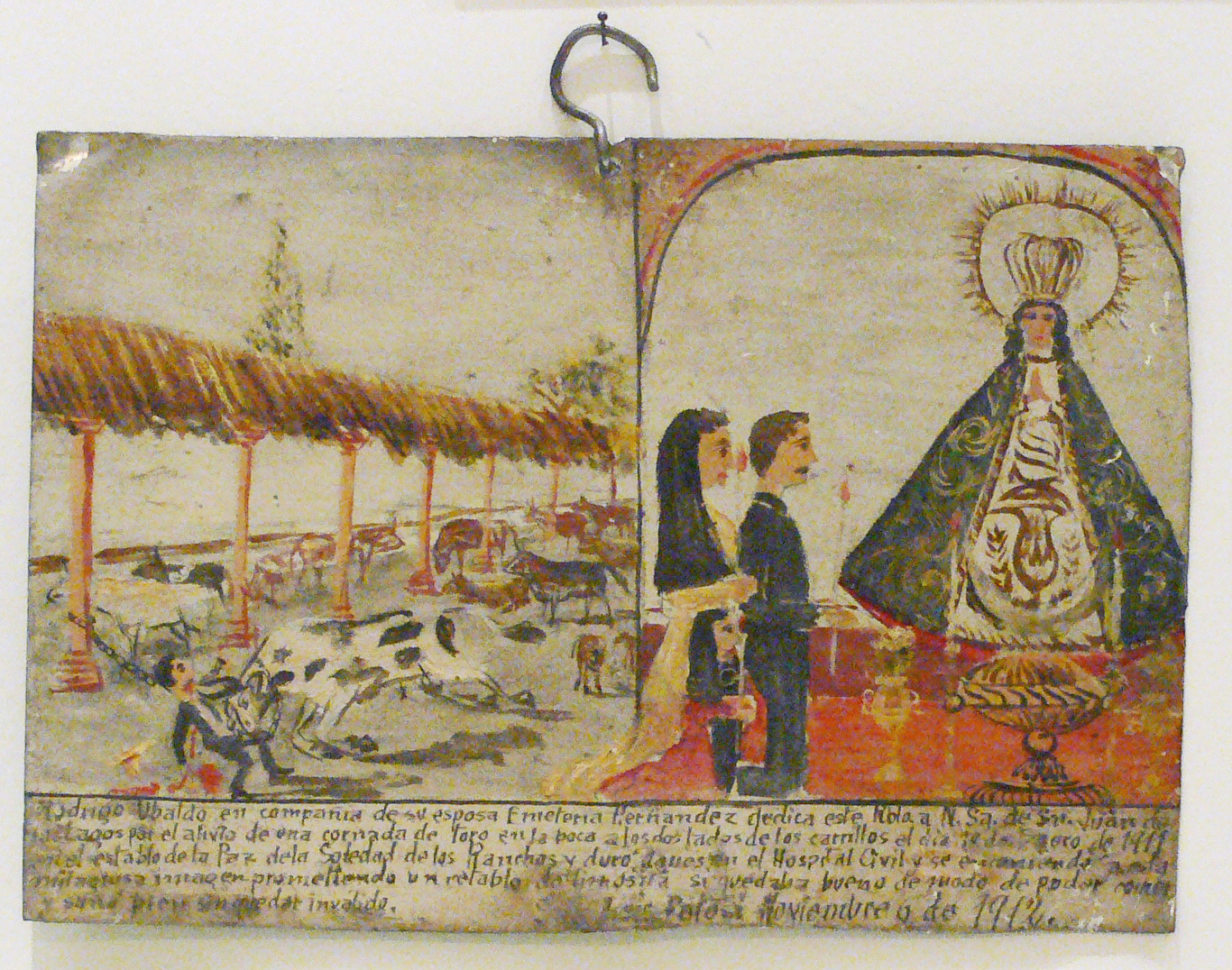
Peinture de 1911; l'homme a survécu à l'attaque d'un taureau.

Les peintures votives du Mexique, aussi appelées ex-voto, ou en espagnol « Retablo » ou « lámina » selon leur objet, l'endroit où on les trouve souvent ou le matériel dont elles sont traditionnellement fabriquées. Peindre des images religieuses pour remercier d'un miracle ou d'une faveur reçue dans ce pays fait partie d'une longue tradition de ce genre dans le monde. L'offre de tels articles a une préséance plus immédiate dans les lignées mésoaméricaines et européennes de la culture mexicaine, mais la forme que la plupart des peintures votives prennent de la période coloniale à nos jours, est introduite au Mexique par les Espagnols. Comme en Europe, les peintures votives commencent comme des images statiques de saints ou d'autres personnalités religieuses, qui sont ensuite données à une église. Plus tard, des images narratives, racontant l'histoire personnelle d'un miracle ou d'une faveur reçue, sont apparues. Ces peintures sont d'abord produites par les riches et souvent sur toile; cependant, lorsque les feuilles d'étain sont devenues abordables, les classes inférieures ont commencé à les peindre sur ce support. La version narrative sur feuilles de métal est maintenant la forme traditionnelle et représentative des peintures votives, bien que les œuvres modernes puissent être exécutées sur papier ou sur tout autre support. 
Des milliers de visiteurs mexicains trouvent des peintures votives narratives dans certains sanctuaires comme celui de la Vierge de Guadalupe et de Chalma (en) qui en attirent un très grand nombre. En raison de leur prolifération, en particulier aux XVIIIe et XIXe siècles, de nombreuses peintures votives plus anciennes quittent les lieux où elles sont déposées et entrent dans des collections publiques et privées. Diego Rivera commence la collection de ces œuvres, dont il a influencé les travaux, de même que celles de nombreux autres peintres du passé et du présent. La magnifique collection d'ex-votos de Frida Kahlo est exposée au public dans la maison de sa famille, qu'elle a ensuite partagée avec son mari Rivera.

## Définition
La plupart des peintures votives au Mexique sont de petite taille, représentant le pétitionnaire, le saint ou une autre figure religieuse et une description de la faveur ou du miracle reçu. Le but de la peinture est de témoigner et de remercier pour l'aide divine. La plupart des peintures votives représentent une sorte de catastrophe proche, telle que des accidents de voiture et des vols, auxquels le croyant survit, ou une guérison de maladie ou de blessure,. La peinture votive porte plusieurs noms au Mexique, dont certains se chevauchent avec d’autres œuvres ou offrandes. Un nom commun est ex voto. Cette phrase vient du latin et signifie du vœu prononcé . Cela fait référence au fait que beaucoup de ces peintures sont réalisées et amenées dans des églises ou d'autres lieux saints pour accomplir un vœu fait au personnage religieux. Toutefois, le terme « ex voto » s’applique également à un nombre quelconque d’objets laissés à des fins similaires, des pièces de métal estampées, des personnages en cire ou d’autres objets fabriqués, souvent fixés près de l’image sollicitée,. Un autre nom commun est « retablo ». Cela vient également du latin et signifie « derrière l'autel », car beaucoup de ces peintures votives peuvent être trouvées derrière des autels d'église jusqu'au milieu du XXe siècle. Cependant, « retablo » fait également référence à toute peinture ou œuvre d'art trouvée derrière l'autel. La plupart d'entre elles sont des images statiques de saints. Ces deux termes communs sont généralement utilisés de manière interchangeable, mais d’autres noms tels que « laminá » (faisant référence aux plaques de métal utilisées pour peindre les images) sont également utilisés,. 
Contrairement aux images statiques de saints, ces peintures votives sont considérées comme des expressions de foi extrêmement publiques et très personnelles, souvent signées et même peintes par le pétitionnaire,. Des peintures votives de ce type se trouvent divers pays chrétiens, mais les types les plus couramment associés au Mexique sont peints sur de petites feuilles d'étain ou d'un autre métal d'environ un pied de longueur. Beaucoup sont créés par des artistes embauchés pour leur création, en particulier dans le passé où l'alphabétisation n'était pas courante. 

## Origine et histoire

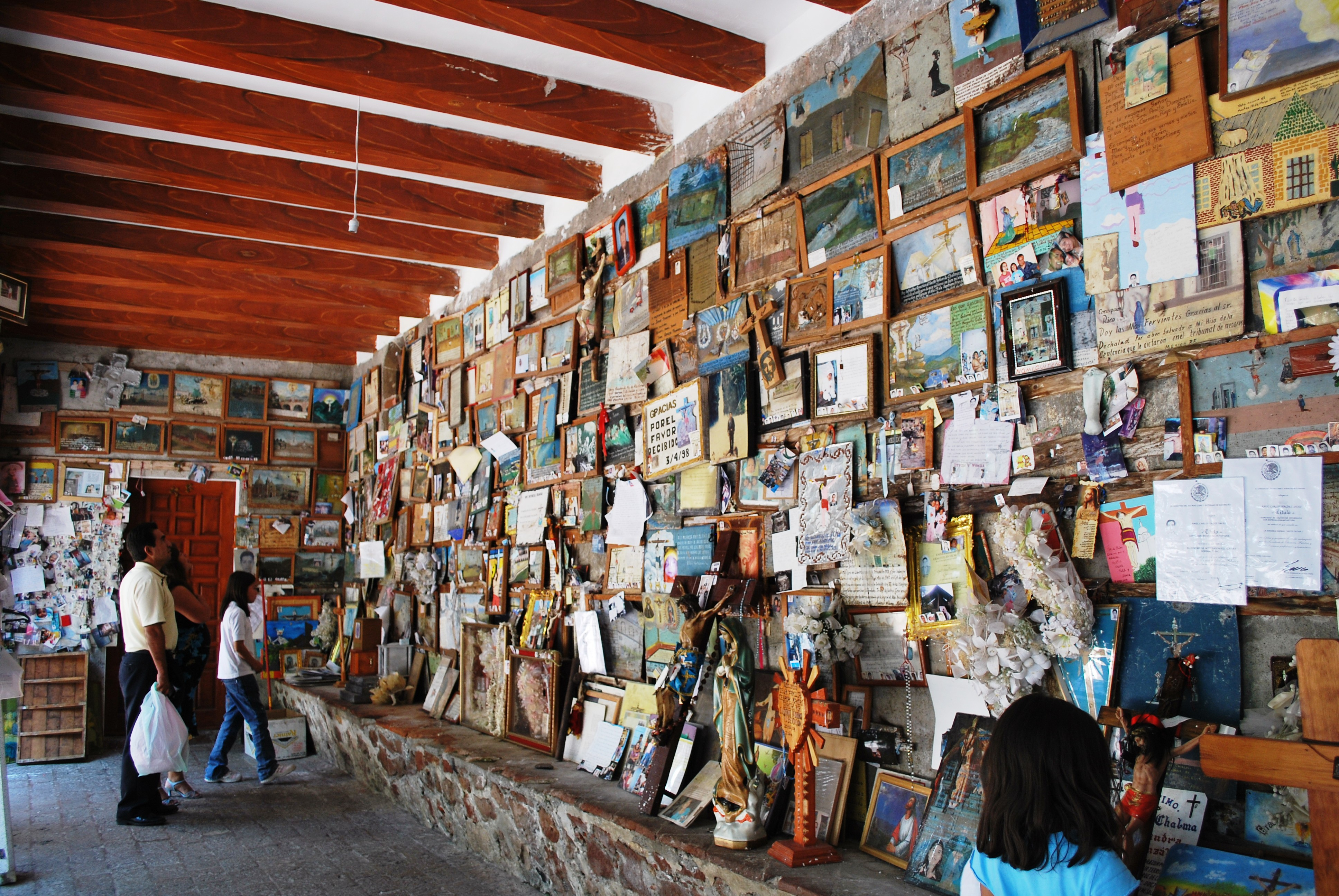
Salle consacrée aux peintures votives et autres ex-voto au Sanctuaire de Chalma dans l'État de Mexico

Des exemples d'art votif peuvent être trouvés dans divers endroits du monde et à différentes époques de l'histoire. En Mésoamérique, les cultures développées telles que les Olmèques, les Zapotèques, les Maya et les Mexicas ont des systèmes religieux sophistiqués et des preuves d'offrandes votives sont trouvées dans de nombreux temples, y compris le Templo Mayor à Mexico, où de nombreuses offrandes sont laissées à Tlaloc, le dieu de la pluie et au dieu de la guerre, Huitzilopochtli. De nombreux ex-voto sont liés à la chasse, à la guerre et à l'agriculture. On pense qu'un certain nombre de peintures rupestres trouvées dans le nord-ouest du Mexique ont un but votif. 
La tradition européenne remonte définitivement à la Grèce antique et peut être observée à travers différentes cultures européennes au cours des siècles. Avec la domination du christianisme, les ex-voto ont repris des thèmes chrétiens. Les peintures ex-voto du type de celles que nous voyons au Mexique aujourd'hui commencent comme des œuvres commandées par de riches clients à la suite d'une prière exaucée ou du rétablissement d'une maladie. Celles-ci ont leurs origines dans l’Italie du XVe siècle et se propagent rapidement en Europe. Elles sont peintes ou commandées par différents niveaux de la société. Les peintures ex-voto commencent sous deux types: l'une représentant une image statique d'un saint ou d'un autre personnage et l'autre représentant le miracle. Les images statiques sont apparues les premières et varient peu. Au XVIe siècle, la version narrative est établie,,. 
La tradition des ex-voto européens est introduite peu de temps après la Conquête, la plus ancienne datant des années 1590. En fait, le conquistador Hernán Cortés aurait fait un ex-voto en remerciement de pouvoir guérir d'une morsure de scorpion sans tomber malade. Comme en Europe, la tradition commence avec les familles riches ayant des représentations de saints peintes avec la version narrative à venir peu de temps après,. À plusieurs égards, la tradition ex-voto catholique mexicaine est un mélange des traditions européenne et mésoaméricaine, en particulier au début de la période coloniale. De nombreux ex-voto sont dédiés à la Vierge de Guadalupe, souvent considérée comme une transfiguration de la déesse mère Tonantzin. Sur certaines représentations de saints de cette époque, on peut voir des crocs associés à Quetzalcóatl. Depuis la création de l'ex-voto catholique mexicain, la tradition est restée intacte jusqu'à nos jours, avec peu de changement. 
Les riches ont leurs peintures votives faites sur la toile et celles-ci sont donnés aux églises. La plupart des peintures votives seraient de ce type jusqu'au XVIIIe siècle. À cette époque, les feuilles d'étain deviennent relativement peu coûteuses, permettant aux masses de faire don de pièces réalisées par eux-mêmes ou par un artiste local,. La période la plus prolifique de la production de peinture votive par les classes inférieures s'est déroulée de la fin du XVIIIe siècle au début du XIXe siècle. Outre la disponibilité des feuilles d'étain, l'instabilité politique du Mexique depuis la fin du XVIIIe siècle jusqu'à la majeure partie du XIXe siècle est une autre raison de la popularité des peintures votives. Cela favorise la dévotion aux images locales et aux saints folkloriques, ainsi que les pèlerinages sur leurs sites. Les deux types de peintures votives, des images statiques et les narratives sont largement produites au XIXe siècle. Des images statiques sur de l’étain sont produites pour des sanctuaires à la maison et des images narratives sont créées pour faire un don ou partir sur des lieux de pèlerinage. Les images statiques sont assez uniformes, mais les images narratives montrent un large éventail de créativité. 
Jusqu'à la fin du XIXe siècle, on estime que des milliers de peintures votives peintes à la main sont produites par des ateliers, dont un certain nombre dans des cadres en étain fortement embossés et décorés. À la fin du XIXe siècle, les peintures votives, en particulier de type statique, tombent en désuétude avec l’arrivée de chromolithographes en provenance de France et d’Allemagne. Le type narratif survit au XXe siècle en raison de sa nature personnelle,. Il y a une certaine évolution dans l'art populaire. Des peintures pour commémorer un événement spécial ou pour répondre à une préoccupation de la vie d'un individu commencent à apparaître. Les peintures votives créées pour pétition se rapportent souvent à l'argent, à la santé et au bien-être général. Cependant, la majorité décrit encore le salut d'un événement dangereux ou d'une maladie / blessure, et des peintures votives existent représentant le tremblement de terre de 1985 à Mexico et l'attaque du World Trade Center en 2001. L'alcoolisme et le cancer sont des affections plus modernes. 
Les artistes traditionnels de la peinture votive, appelés « retableros » (du mot Retablo) existent encore. Alfredo Vilchis, à Mexico, est un artiste remarquable. Son travail est considéré comme un testament important de la vie au XXe siècle, mais il peint toujours sur des feuilles de métal. Un autre artiste est Jose Lopez. Il a aujourd'hui plus de soixante ans et il lui manque une jambe. Il commence à peindre après avoir eu une tumeur cancéreuse dans cette jambe et prie la Vierge de Juquila à Oaxaca de lui épargner la vie. Une partie de son ex-voto est de peindre pour les autres. Les pétitionnaires incluent des citoyens ordinaires ainsi que des personnalités sportives et des prêtres. D'autres retableros bien connus au Mexique des deux derniers siècles comprennent Vicente Barajas et Hermeneguildo Bustos.

## Structure et sujet

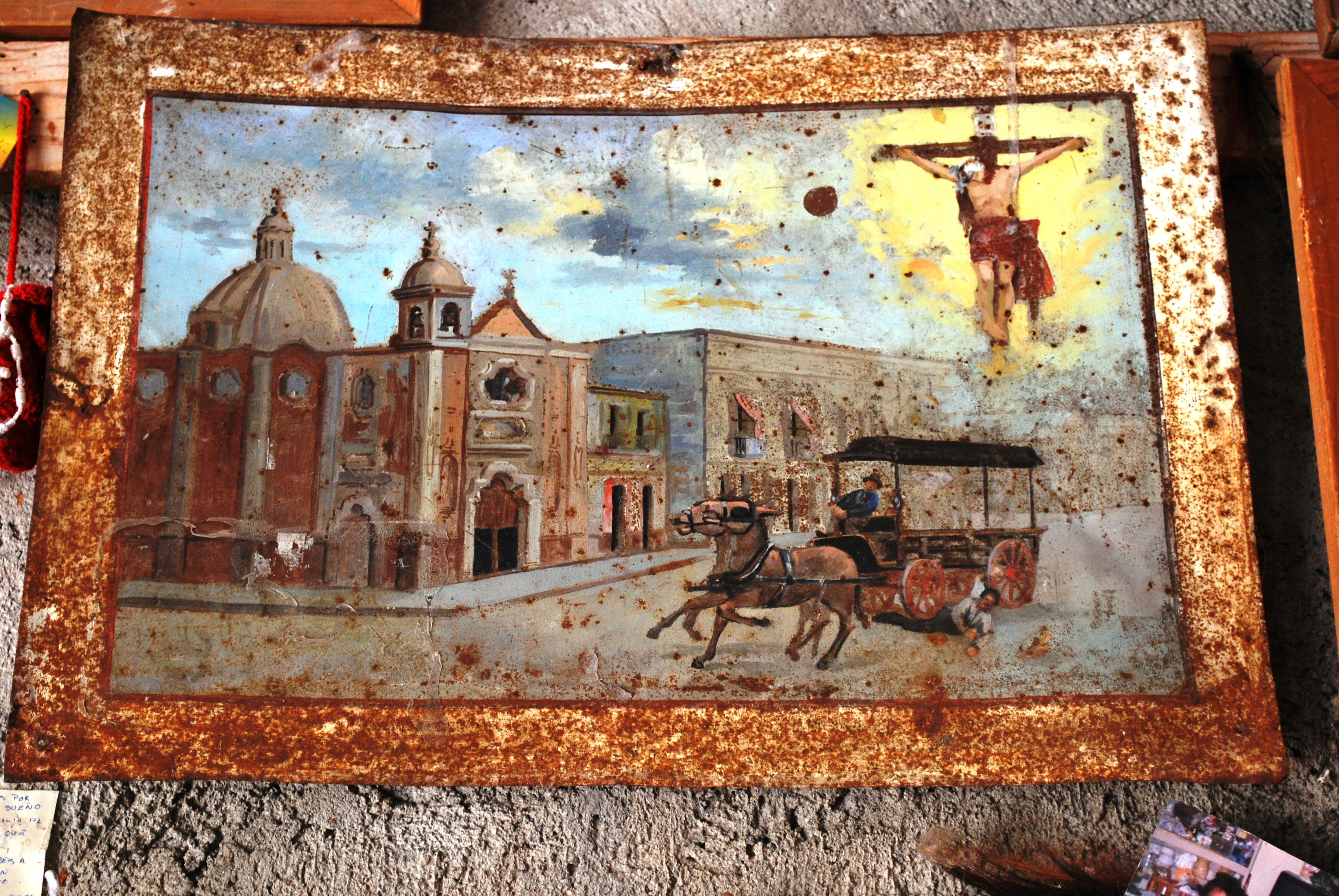
Peinture votive encadrée au sanctuaire de Chalma; l'offrant est écrasé par la voiture.

Bien que les peintures votives changent de styles et de matériaux, certaines caractéristiques restent les mêmes jusqu'à nos jours. La tôle ou autre toile est posée horizontalement. La majeure partie de l'espace est occupée par une ou plusieurs scènes relatant l'événement, avec une image du saint ou d'une autre figure flottant au sommet. En bas, une ligne sépare la description d'un témoignage écrit en dessous,. L'événement miraculeux peut être montré dans une ou plusieurs scènes. Quand une maladie est racontée, le blessé est souvent montré entouré de sa famille qui prie pour son rétablissement. Dans les scènes les plus dramatiques, on raconte les événements entourant un accident où la victime échappe à un grave danger. Parce que ces peintures commémorent une action qui a déjà eu lieu, la description de l'événement de guérison ou de sauvetage miraculeux est construite uniquement à partir de l'imagination de l'artiste. La divinité qui flotte au-dessus de la scène se trouve souvent dans le coin droit et est souvent entourée de nuages pour indiquer sa présence céleste. Le récit écrit sous la scène du tableau fournit le résumé de ce qui est souvent une pièce en deux actes: un événement sinistre, voire catastrophique, impliquant le monde des mortels, suivi de l'intervention divine du saint approprié. Les peintures votives modernes sont fréquemment réalisées sur papier et ont souvent l'aspect d'art des enfants, probablement conçues et créées par le donneur. Ils peuvent inclure des photographies, voire des photocopies. Même celles qui sont commandés ne sont souvent pas faites par des artistes ayant une formation classique. Ils n'ont souvent pas de perspective claire et les fautes d'orthographe sont très courantes,.  

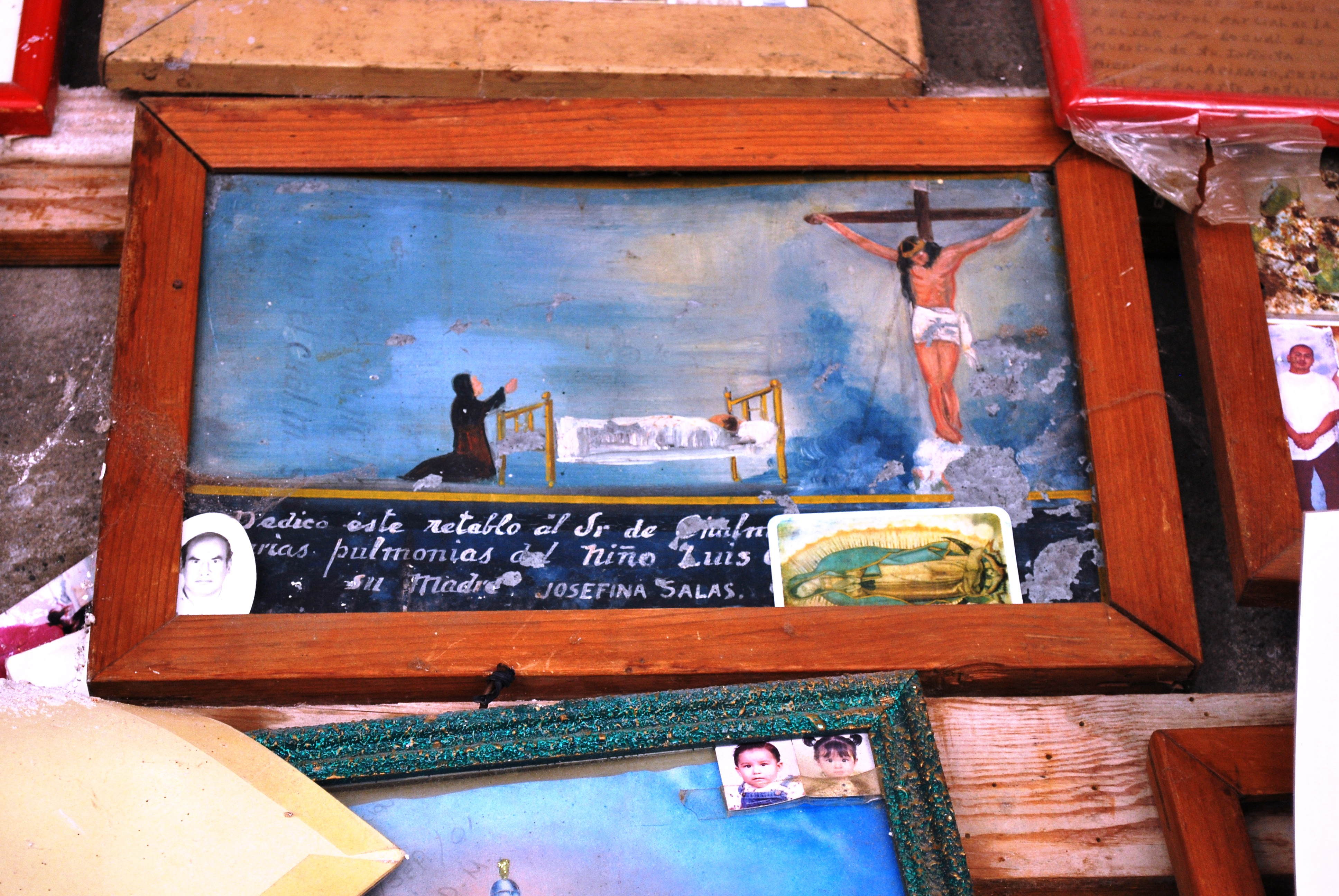
Peintures votives au Señor de Chalma pour la récupération d'un enfant d'un problème pulmonaire

Les scènes les plus courantes dépeintes dans les peintures votives sont liées à la santé, beaucoup étant consacrées à des opérations postérieures. La survie des accidents en est une seconde. Les peintures votives anciennes et modernes décrivent des accidents de voiture et de charrette, des chutes de suif, des électrocutions, des attaques d'animaux et de nombreuses maladies. Des événements violents tels que des attaques par des voleurs, des maris ivres, des incendies, des tremblements de terre, des tempêtes et des effondrements de mines apparaissent également. Les personnes représentées vont des agriculteurs aux mineurs, en passant par les politiciens et les prostituées. Les chirurgies sont décrites avec des médecins masqués, des réservoirs d'oxygène et d'autres accessoires.  Bien que ce soient les thèmes les plus courants, presque tous les sujets suffisent à justifier d'en créer un, comme retrouver un enfant ou un mulet pour réparer une fuite dans un étang de réserve, les  descriptions écrites mettent souvent l'accent sur le dramatique et expriment un sens du fatalisme.  

## Importance
Des ex-voto de tous types se trouvent dans presque toutes les églises mexicaines avec des centaines de milliers de peintures votives dans des églises et des sanctuaires dans tout le pays. Certains sanctuaires ou lieux de pèlerinage sont connus pour posséder de très grandes collections de peintures votives. Il s'agit notamment de la basilique Notre-Dame de Guadalupe à Mexico, du sanctuaire de Chalma dans l'État de Mexico, du sanctuaire de Nuestra Señora de Patrocinio à Zacatecas, du sanctuaire de la Vierge d'Ocotlan à Tlaxcala, du sanctuaire Notre-Dame de San Juan de los Lagos à Jalisco et le sanctuaire de Santo Niño de Atocha à Fresnillo.  
Ces peintures ont une valeur artistique, culturelle et historique car elles donnent un aperçu de la vie des gens ordinaires et des problèmes auxquels elles ont été confrontées au fil du temps,. Cela est particulièrement vrai pour le Mexique des XVIIIe et XIXe siècles. Un domaine que ces peintures documentent au fil du temps est celui des maladies et de leurs traitements. De nombreuses représentations ont lieu à la maison où les médecins et les membres de la famille sont présents. Les établissements comprennent également des hôpitaux et des salles d'opération où les médecins et les infirmières peuvent être vus à l'aide d'instruments chirurgicaux et d'autres équipements médicaux. Du XXe siècle à nos jours, des thèmes plus contemporains tels que l'immigration sont représentés dans ces peintures et étudiés. Beaucoup de ces peintures montrent les problèmes rencontrés par les immigrants qui traversent la frontière et vivent dans une nouvelle culture.  
En Bolivie, le gouvernement mexicain parraine l'exposition « El exvoto religioso y sus opciones contemporáneas » (l'ex-voto religieux et ses options contemporaines) de 41 artistes-peintres de la peinture votive contemporaine, présentée dans le musée national d'art de ce pays. 
Dans le passé, des artistes mexicains tels que Frida Kahlo, Roberto Montenegro, Diego Rivera, Juan O'Gorman et David Alfaro Siqueiros utilisent des éléments de ces peintures,. L'influence des ex-voto est très claire dans le portrait de Guillermo Kahlo de Frida Kahlo, dans lequel elle écrit à propos de son père dans un texte placé sous son portrait, séparé par un trait. Aujourd'hui, des artistes individuels issus de divers contextes culturels puisent leur inspiration créatrice dans cette forme d'art populaire. Un de ces artistes est Francisco Larios Osuna, qui crée la peinture sous forme votive afin de documenter les événements de sa propre vie ainsi que celle des personnes qu’il connaît. Cependant, contrairement aux peintures votives traditionnelles, ces œuvres sont créées par et pour les artistes et non pour le sujet de l'œuvre. Son travail est commandé par le gouvernement mexicain et peut être vu dans les consulats situés à Los Angeles, Miami, Houston et Brownsville. Un autre domaine où l'influence des peintures votives peut être vu dans le travail mural et autre art à l'ouest et au sud-ouest des États-Unis.  
Le grand nombre de peintures votives qui sont laissées dans des églises et à d’autres endroits entraîne, dans certains cas, des piles littéralement importantes sur des sols, laissés sans soin. Alors qu’il visite une église à Guadalupe, à Zacatecas, en 1917, Siqueiros trouve un tel amas. Trouvant un papier qui l'intéressait particulièrement jeté par terre, il ne songe pas à le prendre avec lui. Cependant, un prêtre de l'église dénonce l'acte aux autorités. Étant donné que l'espace de l'église est limité, de nombreuses peintures votives plus anciennes sont soit jetées soit vendues à un vendeur pour laisser la place à de nouvelles. Diego Rivera commence à s'intéresser à ces peintures, qu'il considère comme un témoignage important de l'histoire et de la culture mexicaines. Lui et Frida Kahlo sont devenus les premiers collectionneurs. À la fin du XXe siècle, ces œuvres sont devenues de précieux objets de collection et se retrouvent maintenant dans des musées et des collections privées dans diverses parties du monde. 
En 2010, le Mabee-Gerrer Museum of Art (en) de Shawnee, en Oklahoma, accueille une exposition de peintures votives intitulée Objects of Devotion. Ils consacrent également une galerie permanente à l'art votif mexicain.